# Basilique de l'Immaculée-Conception de Sées
Pour les articles homonymes, voir Basilique de l'Immaculée-Conception.
La basilique de l'Immaculée-Conception de Sées est une basilique mineure catholique située à Sées dans le diocèse de Séez dans le département de l'Orne en Normandie.
La chapelle en totalité est inscrite aux monuments historiques par arrêté du 16 février 2006.

## Historique
Le dogme catholique de l'Immaculée Conception est défini le 8 décembre 1854 par le pape Pie IX dans la bulle Ineffabilis Deus. Dès le mois de décembre 1854, l'abbé Desaubay, supérieur de l'établissement, lance une souscription pour financer ce projet, ce qui en fait le premier édifice consacré à l'Immaculée Conception en France. Victor Ruprich-Robert, l'architecte diocésain, est choisi et la première pierre est posée le 26 mars 1855. La chapelle est ouverte au culte le 1er janvier 1859. Elle n'est toutefois officiellement consacrée qu'en 1872 par Monseigneur Charles-Frédéric Rousselet, évêque de Séez,, après la pose des vitraux de Maréchal et Champigneulle remplaçant les verrières en grisaille originelles. En 1902, elle est érigée en basilique mineure par le pape Léon XIII.